# Шухардт, Иоганн Кристиан
Иоганн Кристиан Шухардт (нем. Johann Christian Schuchardt; 5 мая 1799, Буттштедт — 10 августа 1870, Веймар) — немецкий писатель

, историк искусства, искусствовед, юрист, график. Последний личный секретарь Гёте.

## Биография
Родился в семье портного. В тринадцатилетнем возрасте поступил в Веймарскую бесплатную княжескую школу рисования. С 1820 по 1824 год изучал право в Йенском университете. По окончании учебы служил асессорома в правительстве Великого герцогства Саксония-Веймар-Айзенах. Работал в отделе науки и искусства, которым руководил Гёте.
В 1825 году по рекомендации художника Иоганна Генриха Мейера, директора рисовальной школы, был назначен секретарём и руководителем коллекции графики Великого герцогства Саксония-Веймар-Айзенах.
В том же году стал одним из личных секретарей Гёте, который продиктовал ему окончательный вариант романа воспитания «Годы учения Вильгельма Мейстера». С исследовательскими работами побывал в Дрездене, Мюнхене и Вене.
После смерти Гёте в 1832 году, Шухард стал куратором его коллекции произведений искусства. В 1848 и 1849 годах опубликовал три тома «Kunstsammlungen» Гёте, который стал известен как «Schuchardt-Katalog», изданный в Йене. В 1850-х годах служил хранителем художественных коллекций Великого герцога. С 1861 по 1868 год был директором Рисовальной школы.

## Избранные сочинения
- Goethe’s Kunstsammlungen. Erster Theil: Kupferstiche, Holzschnitte, Radirungen, Schwarzkunstblätter, Lithographien und Stahlstiche, Handzeichnungen und Gemälde. 352 Seiten. Friedrich Frommann, Jena 1848. * Christian Schuchardt u. A.: Goethe’s Kunstsammlungen. Zweiter Theil: Geschnittene Steine, Bronzen, Medaillen, Münzen; Arbeiten in Marmor, Elfenbein und Holz; antike Vasen und Terracotten, Gypsabgüsse, Majolica u. A. 370 Seiten. Friedrich Frommann, Jena 1848.
- mit Walther Wolfgang von Goethe, Wolfgang Maximilian von Goethe: Goethe’s Kunstsammlungen. Dritter Theil: Mineralogische und andere naturwissenschaftliche Sammlungen. 297 Seiten. Friedrich Frommann, Jena 1849.
- Lucas Cranach des Aeltern Leben und Werke. Erster Theil. 365 Seiten. F. A. Brockhaus, Leipzig 1851.
- Lucas Cranach des Aeltern Leben und Werke. Dritter Theil. 310 Seiten. F. A. Brockhaus, Leipzig 1871.
- Die Goethestiftung und die Goethe’schen Preisaufgaben. 40 Seiten. Hermann Böhlau, Weimar 1861.
- Goethe’s italiänische Reise, Aufsätze und Aussprüche über bildende Kunst. Erster Band. 634 Seiten. J. G. Cottasche Buchhandlung, Stuttgart 1862.